# Trnava, Braslovče
Trnava este o localitate din comuna Braslovče, Slovenia, cu o populație de 234 de locuitori.